# Modalità di gioco di Pokémon
La serie di videogiochi di ruolo giapponese Pokémon prevede la cattura e l'allenamento di una serie di creature fittizie denominate "Pokémon" e il loro utilizzo in battaglia contro altri allenatori. La potenza in combattimento dei Pokémon è determinata dalle loro statistiche, che possono aumentare accumulando punti esperienza e salendo di livello. Ogni generazione successiva di giochi espande questo concetto, introducendo nuovi Pokémon, strumenti ed elementi di gioco. Alcune caratteristiche sono apparse in altri media prima di fare la loro comparsa nei videogiochi: le lotte in doppio, ad esempio, sono presenti nell'anime Pokémon da molto prima del loro esordio nei giochi, mentre le abilità sono simili ai poteri Pokémon introdotti nel Pokémon Trading Card Game.

## Struttura
Ogni capitolo della serie principale di Pokémon, a partire da Pokémon Rosso e Blu del 1996 fino a Pokémon Spada e Scudo del 2019, è ambientato in una regione fittizia, costituita da una serie di città, collegate da percorsi terrestri, sotterranei e acquatici. All'inizio il giocatore riceve un Pokémon iniziale da un Professore Pokémon, che varia di gioco in gioco. Esplorando la regione, catturando ed evolvendo Pokémon e sconfiggendo in battaglia altri allenatori, il giocatore aumenta il numero e la forza dei Pokémon a propria disposizione.
Il mondo Pokémon ospita diverse strutture, tra cui Centri Pokémon, Pokémon Market e palestre. I Centri Pokémon (ポケモンセンター?, Pokémon Sentā) si occupano di guarire gratuitamente i Pokémon del giocatore e ospitano computer tramite i quali i giocatori possono organizzare la propria collezione di Pokémon e gestire gli strumenti. Qui i giocatori possono inoltre collegare il proprio gioco con altre cartucce per scambiare Pokémon o combattere contro altri giocatori. I Pokémon Market (フレンドリィショップ?, Furendori shoppu) sono negozi in cui i giocatori possono acquistare strumenti con i soldi ottenuti vincendo le battaglie; in alcune città i Pokémon Market assumono forme particolari, come farmacie o centri commerciali. Alcune città ospitano palestre Pokémon gestite da un capopalestra; sconfiggendolo, il giocatore ottiene una medaglia che gli permette di avanzare nel gioco. Conseguendo otto medaglie, il giocatore può recarsi alla Lega Pokémon e ottiene il diritto di sfidare i Superquattro e il Campione, completando così la storia principale. Una trama secondaria ricorrente vede il giocatore contrastare i piani di un'organizzazione criminale che punta a conquistare il mondo tramite l'uso dei Pokémon. Queste associazioni sono il Team Rocket, il Team Magma e il Team Idro, il Team Galassia, il Team Plasma, il Team Flare, il Team Skull e il Team Yell.
Completando la trama principale del gioco si ottiene accesso a nuove funzionalità e ad aree precedentemente inaccessibili. Lo scopo ultimo del gioco consiste infine nell'ottenere tramite cattura, evoluzione o scambio un esemplare di ogni specie di Pokémon esistente, completando così il Pokédex (ポケモン図鑑?, Pokémon zukan). A eccezione della prima e della seconda generazione, ottenute tutte le specie di Pokémon della regione, il giocatore può promuovere il proprio Pokédex nel Pokédex Nazionale, con il nuovo obiettivo di catturare tutti i Pokémon delle generazioni precedenti. Il numero di Pokémon aumenta a ogni nuova generazione, a cominciare dai 151 della prima, fino agli 890 dell'ottava.

### Palestre e Lega Pokémon
Le palestre (ポケモンジム?, Pokémon jimu) sono luoghi presenti in molte città del mondo di Pokémon e frequentati dagli allenatori al fine di allenare le proprie creature e ottenere il lasciapassare per partecipare alla Lega Pokémon. Ogni palestra è gestita da uno o più capipalestra (ジムリーダー?, jimu rīdā), degli allenatori formidabili solitamente specializzati in un particolare tipo di Pokémon. Se sconfitto, l'allenatore consegnerà al protagonista la medaglia (バッジ?, bajji) della palestra, che funge da attestato e permette di avanzare la storia, e una MT contenente una mossa peculiare. Il conseguimento della medaglia permette di controllare Pokémon scambiati fino a un certo livello e di utilizzare gli effetti di alcune MN al di fuori delle lotte, come ad esempio attraversare specchi d'acqua con la mossa Surf o tagliare cespugli che bloccano il passaggio tramite Taglio. In alcuni videogiochi della serie, le medaglie modificano inoltre le statistiche dei Pokémon o aumentano la potenza degli attacchi di un determinato tipo.
Per qualificarsi per la Lega Pokémon (ポケモンリーグ?, Pokémon Rīgu), un allenatore deve collezionare tutte e otto le medaglie disponibili nella regione. Una volta fatto, ottiene il diritto di affrontare i Superquattro (四天王?, Shitennō) e il Campione (チャンピオン?, Champion), per vincere così il gioco.
In Pokémon Spada e Scudo i Superquattro sono stati sostituiti dalla Coppa Campione, un torneo a eliminazione diretta composto da tre round, nei quali il giocatore deve affrontare i propri rivali della storia principale e alcuni capipalestra della regione. Se il giocatore supera con successo le tre sfide, ottiene la possibilità di scontrarsi con Leon, il Campione della Lega Pokémon di Galar. Nell'espansione Le terre innevate della corona è stato reso disponibile il Torneo delle Star di Galar, in cui il giocatore deve competere contro i principali allenatori affrontati durante l'avventura in lotte multiple dopo aver scelto il proprio compagno per le sfide.

### Giro delle isole
Pokémon Sole e Luna non presentano né palestre né Lega Pokémon, che vengono sostituite dal giro delle isole (島めぐり?, shima meguri), un rito a cui si sottopongono i giovani allenatori della regione di Alola e che consiste nel visitare tutte le isole dell'arcipelago e superare una serie di prove. Le prove — che consistono in ricerche o quiz — sono presenziate da un capitano e si concludono con la sfida contro un Pokémon dominante, un esemplare superiore per stazza e potenza rispetto ai suoi simili. L'ostacolo finale in ogni isola è rappresentato dal Kahuna, un allenatore specializzato in Pokémon di un particolare tipo, che il giocatore deve affrontare nella Grande Prova per poter proseguire il gioco. Sconfiggendo i Pokémon dominanti e i Kahuna si ottiene un cristallo Z.

## Lotte

Lotta in Pokemon Rubino: il Pokémon in alto a destra della schermata è l'avversario, mentre quello in basso a sinistra appartiene al giocatore. Le opzioni di battaglia sono mostrate in basso a destra.

Le lotte tra Pokémon (ポケモンバトル?, Pokémon batoru) sono l'elemento centrale nel gameplay dei videogiochi della serie Pokémon. Esse sono necessarie per avanzare la storia, per allenare e incrementare la forza della propria squadra o anche semplicemente come forma di competizione. Lotte tra Pokémon possono essere effettuate anche con altri giocatori, tramite un cavo Game Link, tecnologia wireless o Internet.
Quando il giocatore incontra un Pokémon selvatico o viene sfidato da un allenatore, l'azione passa a una scena di battaglia a turni, in cui i Pokémon del giocatore e quelli avversari si affrontano. La schermata di gioco mostra le rispettive barre PS e un menu di opzioni, tramite il quale il giocatore può decidere di utilizzare uno dei quattro attacchi del Pokémon, ricorrere a uno strumento, cambiare creatura o tentare la fuga (solo nel caso di incontri con Pokémon selvatici). Se entrambi i Pokémon attaccano, il primo a colpire è determinato dalla statistica velocità, sebbene alcune mosse, strumenti e effetti siano in grado di aggirare questa limitazione. Se uno dei due sfidanti sceglie invece un'altra opzione, questa verrà eseguita prima dell'attacco.
Ogni Pokémon utilizza mosse per ridurre a zero i PS dell'avversario, rendendolo esausto (ひんし?, hinshi) e incapace di lottare oltre. Se un Pokémon del giocatore ottiene la vittoria, riceve un numero di punti esperienza proporzionale alla forza del Pokémon battuto; dopo aver accumulato abbastanza esperienza un Pokémon sale di livello, incrementando le sue statistiche e apprendendo nuove mosse. Se il Pokémon del giocatore viene invece sconfitto, viene data la possibilità di mandare in campo un'altra creatura o fuggire (solo nel caso di incontri con Pokémon selvatici). Se tutti i Pokémon della squadra sono esausti, il giocatore perde la lotta e metà del denaro accumulato e viene trasportato all'ultimo Centro Pokémon visitato.
Con Pokémon Rubino e Zaffiro sono state introdotte le lotte in doppio (ダブルバトル?, daboru batoru), nelle quali gli avversari si sfidano con due Pokémon per volta. Sebbene le meccaniche di battaglia rimangano invariate, alcune mosse hanno ora efficacia su bersagli multipli, mentre alcune abilità hanno effetto solo in questo tipo di lotte. Contemporaneamente hanno fatto il loro esordio le lotte multiple (マルチバトル?, muruti batoru), di due allenatori contro lo stesso giocatore o contro il giocatore e un personaggio non giocante. La terza generazione ammetteva lotte in doppio solo contro altri allenatori; con Pokémon Diamante e Perla, tuttavia, sono stati introdotti scontri in doppio anche contro Pokémon selvatici se il giocatore è accompagnato da un personaggio non giocante. Pokémon Nero e Bianco ha rimosso del tutto queste limitazioni introducendo aree d'erba alta apposite in cui i Pokémon selvatici possono apparire in coppia.
In Pokémon Nero e Bianco hanno anche fatto il loro esordio le lotte in triplo e le lotte a rotazione. Nelle lotte in triplo (トリプルバトル?, toripu batoru) entrambi gli sfidanti schierano tre Pokémon della propria squadra. I Pokémon che si trovano ai lati della formazione non possono colpire quelli sul lato opposto della formazione avversaria e viceversa, a parte tramite l'utilizzo di alcuni attacchi a distanza. Anche le battaglie a rotazione (ローテーションバトル?, rōtēshon batoru) prevedono che ad affrontarsi siano tre Pokémon per squadra, ma in ogni momento solo un Pokémon prende attivamente parte alla battaglia, mentre gli altri due sono in seconda linea e possono essere ruotati in ogni momento senza perdere il proprio turno.
Pokémon X e Y hanno introdotto tre nuove modalità di battaglia. Le lotte aeree (スカイバトル?, sukai batoru) sono scontri facoltativi contro appositi aeroallenatori, che si trovano solitamente in posti difficili da raggiungere. A essi possono prendere parte solo Pokémon di tipo Volante o con l'abilità Levitazione. I gruppi di Pokémon (群れバトル?, mure batoru) sono incontri con fino a cinque Pokémon selvatici. Essi sono generalmente di livello inferiore rispetto alla squadra del giocatore, ma, poiché affrontano un solo Pokémon per volta, richiedono l'uso di mosse che colpiscono più bersagli per semplificare e velocizzare la lotta. In Pokémon Rubino Omega e Zaffiro Alpha i gruppi di Pokémon sono estesi anche a battaglie contro gruppi di allenatori. Le lotte inverse (さかさバトル?, inverse battle), infine, sono scontri in cui le debolezze dei tipi sono invertite, cioè un attacco che sarebbe normalmente superefficace risulterà non molto efficace e viceversa.
La battle royale (バトルロイヤル?, batoru roiyaru), introdotta in Pokémon Sole e Luna, è una lotta tra quattro allenatori tutti contro tutti. In essa i giocatori partecipano con squadre di tre Pokémon; quando uno dei partecipanti rimane senza creature la lotta termina e viene stilata una classifica in base ai Pokémon sconfitti da ognuno e a quelli in proprio possesso ancora in buona salute.

### Tipi
Il tipo (タイプ?, taipu) è un attributo elementale che caratterizza ogni specie di Pokémon e i loro attacchi. Mentre i Pokémon possono appartenere a uno o due tipi distinti, le mosse sono sempre di un solo tipo. Ogni Pokémon può apprendere sia mosse del suo stesso tipo sia attacchi appartenenti ad altre tipologie, sebbene le prime risultino leggermente potenziate.
I tipi sono correlati tra di loro secondo un sistema di debolezze e resistenze riassunto nella tabella seguente, in cui in verticale sono elencati i tipi delle mosse e in orizzontale la loro efficacia sui diversi tipi di Pokémon. Un valore pari a zero risulterà nell'assenza di danno inflitto, mentre i campi vuoti indicano un coefficiente pari a uno, ovvero un danno standard non influenzato da debolezze e resistenze. Se un Pokémon possiede due tipi bisogna moltiplicare per i valori corrispondenti di entrambe le colonne (per esempio un attacco di tipo Terra contro un Pokémon Coleottero/Volante avrà il suo valore moltiplicato per ½ e per 0 quindi il totale dell'attacco sarà 0). È possibile verificare l'efficacia di una mossa su un determinato tipo in base alla frase che appare sullo schermo dopo la sua esecuzione: "Non ha effetto" se il coefficiente è 0, "Non è molto efficace" che corrisponde a ½ o ¼ ed "È superefficace!" per 2 o 4.
Nella prima generazione vi sono un totale di 15 tipi: Normale, Fuoco, Acqua, Erba, Elettro, Ghiaccio, Lotta, Veleno, Terra, Volante, Psico, Coleottero, Roccia, Spettro e Drago. Due nuovi tipi, Buio e Acciaio, sono stati introdotti in Pokémon Oro e Argento, oltre al tipo sconosciuto ???, assegnato alla mossa Maledizione (のろい?, Noroi) prima che venisse cambiata in Spettro in Pokémon Nero e Bianco. In Pokémon X e Y ha fatto infine il suo esordio il 18º tipo, Folletto.
|            | Normale | Fuoco | Acqua | Erba | Elettro | Ghiaccio | Lotta | Veleno | Terra | Volante | Psico | Coleottero | Roccia | Spettro | Drago | Buio | Acciaio | Folletto |
| ---------- | ------- | ----- | ----- | ---- | ------- | -------- | ----- | ------ | ----- | ------- | ----- | ---------- | ------ | ------- | ----- | ---- | ------- | -------- |
| Normale    |         |       |       |      |         |          |       |        |       |         |       |            | ½      | 0       |       |      | ½       |          |
| Fuoco      |         | ½     | ½     | 2    |         | 2        |       |        |       |         |       | 2          | ½      |         | ½     |      | 2       |          |
| Acqua      |         | 2     | ½     | ½    |         |          |       |        | 2     |         |       |            | 2      |         | ½     |      |         |          |
| Erba       |         | ½     | 2     | ½    |         |          |       | ½      | 2     | ½       |       | ½          | 2      |         | ½     |      | ½       |          |
| Elettro    |         |       | 2     | ½    | ½       |          |       |        | 0     | 2       |       |            |        |         | ½     |      |         |          |
| Ghiaccio   |         | ½a    | ½     | 2    |         | ½        |       |        | 2     | 2       |       |            |        |         | 2     |      | ½       |          |
| Lotta      | 2       |       |       |      |         | 2        |       | ½      |       | ½       | ½     | ½          | 2      | 0       |       | 2    | 2       | ½        |
| Veleno     |         |       |       | 2    |         |          |       | ½      | ½     |         |       | b          | ½      | ½       |       |      | 0       | 2        |
| Terra      |         | 2     |       | ½    | 2       |          |       | 2      |       | 0       |       | ½          | 2      |         |       |      | 2       |          |
| Volante    |         |       |       | 2    | ½       |          | 2     |        |       |         |       | 2          | ½      |         |       |      | ½       |          |
| Psico      |         |       |       |      |         |          | 2     | 2      |       |         | ½     |            |        |         |       | 0    | ½       |          |
| Coleottero |         | ½     |       | 2    |         |          | ½     | ½b     |       | ½       | 2     |            |        | ½a      |       | 2    | ½       | ½        |
| Roccia     |         | 2     |       |      |         | 2        | ½     |        | ½     | 2       |       | 2          |        |         |       |      | ½       |          |
| Spettro    | 0       |       |       |      |         |          |       |        |       |         | 2c    |            |        | 2       |       | ½    | d       |          |
| Drago      |         |       |       |      |         |          |       |        |       |         |       |            |        |         | 2     |      | ½       | 0        |
| Buio       |         |       |       |      |         |          | ½     |        |       |         | 2     |            |        | 2       |       | ½    | d       | ½        |
| Acciaio    |         | ½     | ½     |      | ½       | 2        |       |        |       |         |       |            | 2      |         |       |      | ½       | 2        |
| Folletto   |         | ½     |       |      |         |          | 2     | ½      |       |         |       |            |        |         | 2     | 2    | ½       |          |

- a 1 nella prima generazione
- b 2 nella prima generazione
- c 0 nella prima generazione
- d ½ fino alla sesta generazione

### Mosse

Un Manectric con le mosse Boato, Morso, Tuono e Sottocarica

Manectric utilizza la mossa Tuono

I Pokémon sono in grado di apprendere una vasta varietà di mosse (技?, waza), ma mai più di quattro allo stesso tempo. Queste possono infliggere danni, indurre stati alterati, ripristinare salute o eseguire azioni che influenzano l'andamento della battaglia. Ogni mossa possiede un tipo, una statistica potenza, un tasso di precisione e un ammontare di PP (Punti Potenza). Esse possono essere apprese attraverso aumento di livello, l'uso di MT e MN, accoppiamento o tramite personaggi non giocanti chiamati insegnamosse (技教え人?, waza oshie jin). Le mosse che un Pokémon può apprendere dipendono dalla sua specie e dal suo stato, dal momento che anche Pokémon che evolvono da altri non necessariamente imparano gli stessi attacchi delle loro pre-evoluzioni.
Ogni mossa appartiene a uno dei 18 tipi, con l'efficacia dell'attacco subordinata alla debolezza o resistenza del tipo del Pokémon difensore rispetto al tipo della tecnica. È possibile verificare l'efficacia di una mossa su un determinato tipo in base alla frase che appare sullo schermo dopo la sua esecuzione: "Non ha effetto", se il danno inflitto è zero, "Non è molto efficace", se il danno viene almeno dimezzato, ed "È superefficace!", se viene almeno raddoppiato. Un Pokémon dello stesso tipo della mossa che utilizza riceve un bonus del 50% al danno inflitto, denominato con l'espressione inglese Same Type Attack Bonus (タイプ一致ボーナス?, type icchi bonus), più comunemente abbreviato in STAB. Le mosse posseggono un attributo potenza (威力?, iryoku) che definisce il danno base della tecnica e che è compreso tra 10 e 200 per gli attacchi che provocano danni. Talvolta è possibile che un attacco generi un brutto colpo (急所?, kyūsho) e che infligga quindi maggiori danni rispetto al normale. Ogni mossa offensiva, inoltre, è classificata come fisica (物理技?, butsuri waza) o speciale (特殊技?, tokushu waza) in base alla modalità fittizia con cui arreca danno all'avversario: gli attacchi fisici, generalmente, prevedono un contatto fisico, come pugni o morsi, mentre quelli speciali prevedono spesso un controllo degli elementi, come eruttare fiamme o manipolare il vento. Prima di Pokémon Diamante e Perla, interi tipi Pokémon erano classificati come fisici o speciali, piuttosto che singoli attacchi.
L'efficacia di una mossa offensiva è quindi data dalle statistiche di attacco e difesa (o attacco e difesa speciale) dei Pokémon in lotta, dalla potenza della mossa, da eventuali STAB, brutti colpi o bonus provocati da attacchi precedenti, abilità, strumenti o alterazioni del campo di battaglia, dal livello dell'attaccante e da debolezze e resistenze del difensore, secondo una formula matematica. Alcuni attacchi, come Ira di Drago, Movimento Sismico e Laccioerboso, non tengono conto di questa formula, ma arrecano piuttosto un danno standard o variabile in base al livello dell'attaccante o di altri attributi, come il peso del Pokémon bersaglio.
Ogni mossa ha una precisione (命中?, meichū), che, insieme alla precisione dell'attaccante e all'elusione del difensore, determina la probabilità di colpire il bersaglio. Mosse molto potenti, come quelle da KO in un colpo (che portano i PS dell'avversario a zero indipendentemente dalla formula del calcolo del danno) hanno in genere livelli di precisione molto bassi; tecniche con il 100% di precisione, invece, falliranno a volte a causa di modifiche nella precisione dell'attaccante o nell'elusione del difensore. Un ristretto numero di mosse colpirà sempre il bersaglio indipendentemente da questi due parametri.
I PP, per esteso Punti Potenza (パワーポイント?, Power Point), di una mossa indicano il numero di volte che un Pokémon può ricorrere a tale attacco. Come per la precisione, mosse potenti sono scompensate da un ridotto numero di PP, che tuttavia può essere aumentato tramite un apposito strumento. Quando un Pokémon ha esaurito tutti i PP di una mossa, non può più ricorrere a quell'attacco; se ciò si verifica per tutte le tecniche dell'attaccante, il Pokémon utilizzerà in ultima risorsa la mossa Schianto. Tuttavia, nella prima generazione, il gioco non riduce i PP dei Pokémon controllati da personaggi non giocanti, permettendo loro di eseguire i loro attacchi più potenti un numero infinito di volte.
Alcune mosse possono essere utilizzare anche al di fuori delle lotte, ad esempio per superare ostacoli come specchi d'acqua o piccoli cespugli, illuminare luoghi bui o uscire da caverne. Altre hanno effetti negativi sull'utilizzatore, costringendolo ad esempio a spendere un turno per caricare o riprendersi dall'attacco o subire un contraccolpo. Una mossa, Splash, non causa invece né danno né effetti aggiuntivi al bersaglio.
Un Pokémon in possesso di un cristallo Z (Ｚクリスタル?, Z Crystal) può ricorrere a versioni potenziate delle sue mosse denominate mosse Z (Ｚワザ?, Z waza) e introdotte in Pokémon Sole e Luna. Esistono cristalli generici per ogni tipo, che potenziano mosse del tipo corrispondente, e cristalli peculiari per alcune specie di Pokémon, che hanno effetto solo sulle creature a cui sono indirizzate. Ricorrendo allo strumento cerchio Z, anch'esso necessario in combinazione con il cristallo per eseguire le mosse Z, si può utilizzare una sola mossa Z durante la battaglia, mentre in Pokémon Ultrasole e Ultraluna è stato introdotto il supercerchio Z con cui si possono effettuare più mosse Z nel corso dello stesso scontro.

### Cambiamenti di stato
I cambiamenti di stato (状態異常?, jōtai ijō) sono effetti che possono affliggere i Pokémon e avere conseguenze negative sul loro rendimento nella lotta, come una riduzione delle statistiche, dei PS o l'impossibilità di attaccare. Essi sono causati da mosse o abilità e si dividono in due gruppi: il primo è composto dalle modifiche durature alla condizione del Pokémon che necessitano una cura per essere risolti, il secondo dai cambiamenti i cui effetti scompaiono non appena il Pokémon viene sostituito o termina la battaglia. Fanno parte del primo: paralisi (まひ?, mahi), scottatura (やけど?, yakedo), congelamento (こおり?, kōri), avvelenamento (どく?, doku) e sonno (ねむり?, nemuri), mentre vengono elencati nel secondo confusione, tentennamento e attrazione. Cambiamenti di status duraturi non possono coesistere; ad esempio, quando un Pokémon già paralizzato viene avvelenato, il veleno non avrà effetto.
Sebbene non considerati propriamente cambiamenti di stato, la stanchezza e il Pokérus appaiono nel menù delle informazioni come status alterati (la stanchezza con la scritta "KO" e il Pokérus con "PKRS"). La stanchezza indica che il Pokémon è esausto e si raggiunge quando i suoi PS sono a zero: un Pokémon esausto non può più lottare, ma può comunque utilizzare eventuali mosse permesse nelle fasi di esplorazione. Il Pokérus (ポケルス?, Pokérusu) è un raro virus fittizio in grado di infettare i Pokémon e apportare effetti benefici. Il Pokémon ammalato, infatti, riceverà al termine di un incontro il doppio dei normali PA (Punti Allenamento), provocando un incremento delle sue statistiche. Il virus scompare dopo uno/due giorni dalla sua contrazione, rendendo il Pokémon immune a una nuova infezione ma mantenendo comunque il bonus ai PA; in questo lasso di tempo il Pokérus può contagiare il resto della squadra del giocatore.

### Abilità
Le abilità (特性?, tokusei) sono degli attributi propri di ogni Pokémon introdotti in Pokémon Rubino e Zaffiro. Esse sono ispirate ai Poteri Pokémon presenti nel Pokémon Trading Card Game e in seguito rinominati abilità per coerenza con i videogiochi. Ogni Pokémon possiede un'abilità tra le due possibili per la sua specie o, in alternativa, l'unica possibile per il suo gruppo. Specie diverse possono condividere le stesse abilità, con l'eccezione di poteri che sono appannaggio di singoli Pokémon, come nel caso di Rayquaza, unico Pokémon ad apprendere Riparo. L'abilità di un Pokémon rimane la stessa per tutto il tempo e può cambiare solo in seguito a evoluzione, con alcune mosse o con un cambiamento di forma.
La maggior parte delle abilità ha effetto in lotta e può rafforzare le statistiche del portatore, indebolire quelle dell'avversario, causare un cambiamento di stato o avere altri effetti. Non tutte le abilità sono però positive, come Pigrone di Slaking, che lo limita ad attaccare una volta ogni due turni. Alcune abilità vengono attuate al di fuori delle lotte, come Raccolta, che permette al Pokémon di raccogliere strumenti da terra. Inoltre, a partire da Pokémon Smeraldo, alcune abilità che prima erano utilizzate esclusivamente in lotta hanno ottenuto degli effetti anche al di fuori di essa; Pokémon con Prepotenza, ad esempio, se posti in testa alla squadra diminuiranno la possibilità di incontrare Pokémon selvatici di basso livello.
In Pokémon Nero e Bianco sono state introdotte le abilità nascoste (隠れ特性?, kakure tokusei), incrementando il numero massimo di abilità possibili per specie da due a tre. Pokémon con abilità nascoste sono ottenibili principalmente tramite la funzionalità Pokémon Dream World (ポケモンドリームワールド?, Pokemon Dorīmu Wārudo) o promozioni, sebbene alcuni siano reperibili anche nel gioco, tramite scambi con personaggi non giocanti o eventi particolari. I successori Pokémon Nero 2 e Bianco 2 hanno ampliato questo concetto introducendo i meandri nascosti (隠し穴?, kakushi ana), alberi particolari disseminati per Unova che possono contenere uno strumento o, più raramente, un Pokémon con abilità nascosta, e permettendo ai giocatori di trasferire sulle cartucce le creature con abilità nascosta catturate tramite l'applicazione per Nintendo 3DS RAdar Pokémon.

## Statistiche
I Pokémon posseggono sei statistiche (能力?, nōryoku) — PS, Attacco, Difesa, Attacco Speciale, Difesa Speciale, e Velocità — che ne condizionano il loro rendimento in battaglia: 
- PS, per esteso Punti Salute (ヒットポイント?, Hit Point): indica i punti ferita di un Pokémon e quanti danni può subire prima di svenire. È la statistica più visibile, apparendo sia come barra grafica sia come indicazione numerica nella schermata di battaglia. La barra appare normalmente di colore verde; gialla quando i PS scendono sotto il 50%; e rossa se il PS rimanenti sono meno di un quinto. Se i PS di un Pokémon scendono a zero questi diviene esausto e non può essere utilizzato in lotta fino a quando la sua salute non è ripristinata a un Centro Pokémon o tramite uno strumento.
- Attacco (こうげき?, Kōgeki): determina la forza delle mosse fisiche di un Pokémon. La definizione di attacco fisico è cambiata nel corso della serie: fino a Pokémon Diamante e Perla le mosse fisiche erano tutte quelle appartenenti ai tipi normalmente connessi al danno fisico, tra cui Normale, Lotta, Terra e Acciaio, mentre da questi due titoli in poi ogni mossa è stata classificata individualmente come fisica o speciale.
- Difesa (ぼうぎょ?, Bōgyo): determina la difesa di un Pokémon contro le mosse fisiche.
- Attacco Speciale (特攻?, Tokkō): similmente all'attacco, determina la forza delle mosse speciali di un Pokémon.
- Difesa Speciale (特防?, Toku bō): similmente alla difesa, determina la difesa di un Pokémon contro le mosse speciali.
- Velocità (すばやさ?, Subayasa): determina in una lotta quale Pokémon attacca per primo.

Nella prima generazione l'Attacco Speciale e la Difesa Speciale erano uniti in un'unica statistica chiamata Speciali (とくしゅのうりょく?); queste due statistiche sono state divise a partire da Pokémon Oro e Argento e sono rimaste separate da allora. Il valore delle statistiche di un Pokémon sale con l'aumento di livello ed è determinato dalle statistiche base della sua specie, dai Valori Individuali (IV), dai Punti Allenamento (PA) e dalla sua natura, personalizzando ogni creatura con le sue statistiche uniche. In lotta le statistiche possono essere temporaneamente incrementate o diminuite tramite mosse o strumenti, mentre alcuni strumenti particolari possono causarne un aumento permanente.
Due statistiche ulteriori, precisione (命中率?, meichūritsu) ed elusione (回避率?, kaihiritsu), sono presenti solo in lotta e non vengono influenzate da aumento di livello, IV, PA o natura. La precisione indica la possibilità delle tecniche di un Pokémon di andare a segno mentre l'elusione determina la probabilità di un Pokémon di schivare gli attacchi. Entrambi i parametri sono posti al 100% all'inizio della lotta e possono variare in seguito ad abilità, strumenti o mosse.

### Statistiche base
Le statistiche base (種族値?, shuzokuchi) determinano le caratteristiche fisse delle diverse specie di Pokémon: sebbene possano quindi variare grandemente tra specie diverse, si mantengono costanti all'interno degli individui di una stessa specie. Questo spiega perché tutti gli Aerodactyl avranno una velocità maggiore di qualsiasi Snorlax allo stesso livello, mentre la combinazione di altri fattori farà in modo che alcuni Aerodactyl saranno più veloci di altri. La somma delle statistiche base per una determinata specie genera un valore che i giocatori utilizzano per stimare la forza di un Pokémon e per compararlo con altre creature.

### Valori Individuali
I Valori Individuali (個体値?, kotaichi), abbreviati in IV dall'inglese Individual Values, sono dei parametri di forza per ogni statistica che indicano la predisposizione di un Pokémon a sviluppare quella determinata statistica. Essi vengono generati casualmente al momento dell'incontro, se il Pokémon è selvatico, o dell'ottenimento, se si tratta di uno scambio o di una cessione da parte di un personaggio non giocante, o quando un uovo è consegnato alla Pensione Pokémon. Gli IV sono il motivo per cui Pokémon della stessa specie (cioè con statistiche base identiche) e allenati nello stesso modo possono avere statistiche diverse. I Valori Individuali spaziano da 0 a 15 nella prima e seconda generazione e da 0 a 31 a partire dalla terza.

### Punti Allenamento
I Punti Allenamento (努力値?, doryokuchi), abbreviati in PA o EV dall'inglese Effort Values, sono attributi che conferiscono bonus alle statistiche dei Pokémon in base alle creature sconfitte. Differenze tra PA possono causare discrepanze significative tra le statistiche di due Pokémon, anche se della stessa specie, e sono il motivo per cui Pokémon allenati saranno sempre più forti di Pokémon selvatici allo stesso livello. Ogni Pokémon sconfitto cede da uno a tre PA in una o più statistiche in base alla propria specie, che vengono distribuiti a tutti i Pokémon del giocatore scesi in campo o su cui è attivo il Condivisore Esperienza (がくしゅうそうち?). Quattro PA accumulati in una determinata statistica provocano un aumento di un punto nella statistica corrispondente. Un Pokémon non può ottenere più di 510 PA in totale e 255 PA per singola statistica, permettendo quindi di massimizzare non più di due statistiche contemporaneamente. Alcuni fattori, come tenere lo strumento Crescicappa (きょうせいギプス?, Kyōsei gipusu) o essere affetti da Pokérus, aumentano il tasso di acquisizione dei PA. Particolari vitamine — PS-Su, Proteina, Ferro, Calcio, Zinco e Carburante — conferiscono PA, ma non possono essere più utilizzate se un Pokémon ha già raggiunto il limite di 100 PA in una determinata statistica; alcune bacche, al contrario, provocano una diminuzione di Punti Allenamento.
Il minigioco Super Allenamento Virtuale (スパトレ?, Supatore), introdotto in Pokémon X e Y, permette per la prima volta ai giocatori di vedere graficamente, gestire e incrementare i Punti Allenamento dei Pokémon.

### Natura
La natura (性格?, seikaku) è una caratteristica generata automaticamente all'apparizione o all'ottenimento di un Pokémon a partire da Pokémon Rubino e Zaffiro. Essa influenza le statistiche di una creatura: delle venticique tipologie di nature disponibili, infatti, venti aumentano del 10% una statistica diminuendone al contempo un'altra, mentre cinque non hanno alcun influsso sulle statistiche. La natura determina inoltre i gusti di un Pokémon in fatto di Pokémelle.

## Strumenti
Nel corso del gioco i giocatori ottengono una vasta gamma di strumenti (どうぐ?, dōgu), acquistabili nei Pokémon Market, raccolti in giro per la regione o ceduti da personaggi non giocanti. Essi possono essere depositati nel box del giocatore o portati con sé in uno zaino accessibile in qualsiasi momento. Molti strumenti — come pozioni o antidoti — servono a ripristinare la salute dei Pokémon e possono essere usati anche in lotta o al di fuori, in alternativa ai Centri Pokémon. Altra categoria fondamentale sono le Poké Ball, utilizzate per catturare Pokémon. Altre tipologie di strumenti producono un aumento di statistiche o dei benefici in lotta, permettono di incontrare meno Pokémon selvatici, fanno evolvere determinate specie, fanno apprendere nuove mosse o permettono di scambiare messaggi con altri giocatori. Gli strumenti base (大切なもの?, taisetsuna mono) sono in genere unici e vengono solitamente offerti al giocatore in determinati punti del gioco invece che acquistati. Questi includono degli ami da pesca, per trovare Pokémon acquatici, una bicicletta, per spostarsi più velocemente, e biglietti, chiavi o carte, per accedere ad aree funzionali all'avanzamento della storia. Per via della loro rarità e importanza, questi strumenti non possono essere gettati, venduti o assegnati a un Pokémon.
A partire dalla seconda generazione sono state introdotte le bacche (きのみ?, ki no mi), piccoli frutti che possono essere piantati e raccolti e che fungono da ingredienti per creare Pokémelle o Poffin, utili a loro volta per aumentare l'impatto dei Pokémon nelle Gare Pokémon. Le bacche inoltre possono essere utilizzate come strumenti tenuti, garantendo ai Pokémon a cui sono assegnate aumenti automatici alle statistiche quando vengono rispettate alcune condizioni. Le ghicocche (ぼんぐりのみ?, bonguri nomi) sono dei frutti di sette colori diversi presenti in Pokémon Oro e Argento, Cristallo e HeartGold e SoulSilver, che possono essere utilizzati per creare Poké Ball con effetti particolari o ghicosucchi per incrementare il rendimento dei Pokémon nel Pokéathlon.

### MT e MN
Le Macchine Tecniche (わざマシン?, Waza Mashin) e le Macchine Nascoste (ひでんマシン?, Hiden Mashin), solitamente abbreviate in MT e MN, sono degli strumenti utilizzati per insegnare ai Pokémon mosse specifiche, incluse quelle che non imparerebbero da soli con il semplice aumento di livello. Le MT si trovano in giro per la regione, nei Pokémon Market, come ricompensa per aver sconfitto un capopalestra o ceduti da alcuni personaggi non giocanti. Nelle prime generazioni ogni MT poteva essere usata solo una volta, mentre a partire dalla quinta generazione il loro utilizzo è diventato illimitato. Le MN sono più rare e possono essere usate ogni volta lo si desidera; tuttavia, a differenza delle MT, non possono essere sovrascritte da nuove mosse e si possono rimuovere solo ricorrendo all'Eliminamosse (わすれオヤジ?, Wasure oyaji). Le MN sono cruciali per l'avanzamento della storia, in quanto possiedono degli effetti al di fuori della lotta che permettono ai giocatori di superare ostacoli naturali, come specchi d'acqua, pareti rocciose o cespugli e rocce che bloccano il passaggio. Nell'ottava generazione, vengono introdotte le DT (Dischi Tecnici) che si rompono dopo aver fatto imparare quella mossa al pokémon, ma si possono acquistare parlando con alcuni personaggi non giocanti.

### Strumenti tenuti
A partire da Pokémon Oro e Argento, ogni Pokémon è in grado di tenere uno strumento. Questi oggetti, denominati strumenti tenuti (もちもの?, mochi mono), possono avere una varietà di effetti in lotta, come ripristinare PS, curare alterazioni di stato, incrementare le statistiche o potenziare alcuni tipi di mosse. Alcuni strumenti vengono consumati dopo un utilizzo mentre altri possono essere usati un numero infinito di volte. Altro effetto importante di una tipologia di strumenti tenuti è causare l'evoluzione di alcune specie di Pokémon. Questo può avvenire, in alcuni casi, scambiando il Pokémon a cui è assegnato lo strumento appropriato, in altri, con un aumento di livello tenendo lo strumento e quando si verifica al contempo un'altra condizione. Tuttavia, gran parte degli strumenti non hanno alcun effetto se tenuti e alcuni, come MN e strumenti base, non possono essere assegnati.

### Dispositivi
I videogiochi della serie Pokémon presentano una serie di dispositivi elettronici fittizi che svolgono una serie di funzioni all'interno dei giochi. Oltre al già citato Pokédex, hanno fatto la loro introduzione: il PokéGear (ポケギア?, Pokegia) in Pokémon Oro e Argento e nei loro remake e Cristallo; il PokéNav (ポケナビ?, Pokenabi) in Rubino e Zaffiro e nei loro remake e Smeraldo; il Pokévip (ボイスチェッカー?, Boisu Chekkā) in Rosso Fuoco e Verde Foglia; il PokéKron (ポケッチ?, Pokecchi) in Diamante e Perla e Platino; e il C-Gear (Ｃギア?, Shī Gia) in Nero e Bianco e Nero 2 e Bianco 2. Questi dispositivi hanno diversi usi, che vanno dal semplice regolare l'orario e il giorno della settimana del gioco, accedere alla mappa, al telefono e alla radio o registrare alcuni allenatori non giocanti per risfidarli in sfide successive, dei primi titoli, fino a funzionalità più avanzate come la ricerca strumenti, la possibilità di verificare la felicità dei Pokémon, il NaviDex, il Super Allenamento Virtuale o il Poké io&te, nei capitoli più recenti.

## Cattura
Poiché ogni giocatore inizia l'avventura con solo un Pokémon iniziale e dal momento che l'ottenimento di tutte le creature è uno degli obiettivi del gioco, la cattura riveste un ruolo fondamentale. Durante la lotta contro un Pokémon selvatico, il giocatore può decidere, invece di sconfiggerlo, di catturarlo ricorrendo a uno dei diversi tipi di Poké Ball a sua disposizione. Le probabilità di cattura sono variabili e vengono aumentate se i PS dell'avversario sono bassi, se esso è affetto da uno status alterato come sonno o paralisi, o se vengono utilizzate Poké Ball più efficaci o appositamente progettate.
Se l'esito della cattura è positivo, i dati del Pokémon catturato vengono inseriti nel Pokédex (ポケモン図鑑?, Pokémon zukan), il giocatore può decidere di assegnare un soprannome alla creatura ed essa viene inserita nella squadra. Se tuttavia la squadra del giocatore contiene già il massimo di sei Pokémon, la creatura catturata verrà inviata al box, accessibile da uno dei tanti PC presenti nella regione. Nei giochi della prima e seconda generazione, il giocatore era impossibilitato a lanciare una Poké Ball nel caso in cui il box in uso fosse pieno, fino a quando non avesse cambiato manualmente il box; questa limitazione è stata rimossa in tutte le versioni successive, in cui i nuovi Pokémon catturati vengono automaticamente inviati al primo box libero.

### Poké Ball

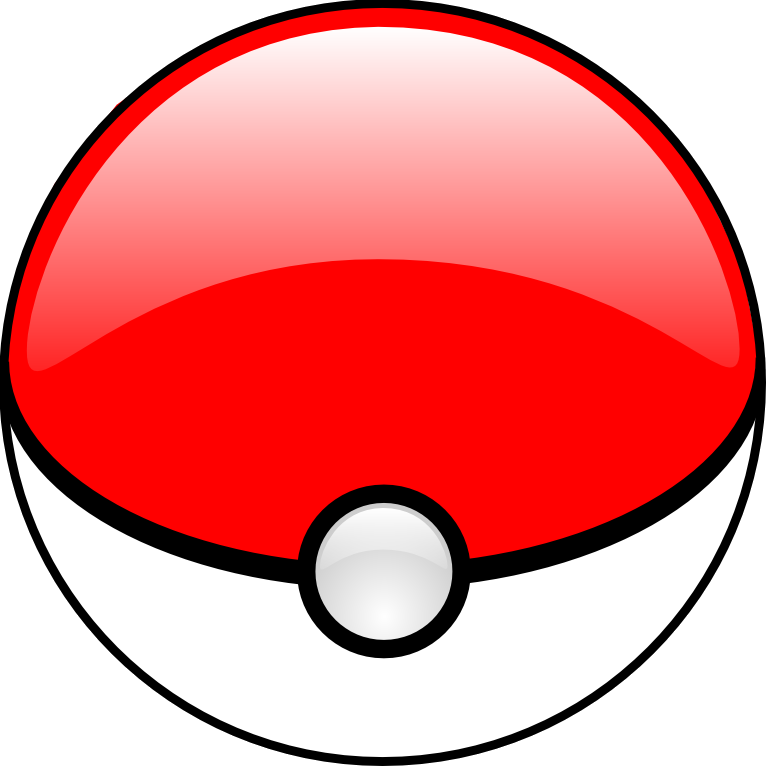
Immagine di una Poké Ball

Le Poké Ball (モンスターボール?, Monster Ball) sono dei dispositivi sferici usati dagli allenatori per catturare Pokémon e per custodirli quando non sono utilizzati. Quando una Poké Ball è lanciata verso un Pokémon e viene in contatto con esso, attirerà la creatura al suo interno e si chiuderà automaticamente. I Pokémon selvatici sono in grado di resistere alla cattura, liberandosi dalla Poké Ball e continuando a combattere il giocatore. Pokémon con molti PS e in buona salute, o Pokémon leggendari sono più difficili da catturare e richiedono in genere un gran numero di Poké Ball o sfere più efficienti. Se il giocatore tenta di catturare un Pokémon di un personaggio non giocante, l'allenatore avversario bloccherà la Poké Ball per prevenire il furto, asserendo che è un reato rubare i Pokémon di altri allenatori.
Nell'anime e nei manga di Pokémon, le Poké Ball non in uso appaiono delle dimensioni di una pallina da golf e vengono aumentate alle dimensioni di una palla da baseball premendo il pulsante centrale. Il Pokémon colpito da essa viene convertito in energia, evidenziata dallo sprigionamento di una grande quantità di luce rossa, e risucchiato all'interno della sfera. La palla si chiude automaticamente una volta terminato il processo. Per richiamare il Pokémon, l'allenatore lancia la sfera, che si aprirà sprigionando l'energia rossa da cui apparirà la creatura. Le Poké Ball vengono descritte come estremamente confortevoli per i Pokémon che ospitano.
Le Poké Ball sono acquistabili nei Pokémon Market e ne esistono di vari tipi. Le prime a essere introdotte sono, in ordine di efficienza, le Poké Ball, le Mega Ball (スーパーボール?, Super Ball), le Ultra Ball (ハイパーボール?, Hyper Ball) e la Master Ball (マスターボール?, Masutā Bōru), che ha il 100% di tasso di cattura verso ogni Pokémon e di cui ne esiste generalmente un solo esemplare per gioco. In Pokémon Oro e Argento, Pokémon Cristallo e Pokémon Oro HeartGold e Argento SoulSilver sono presenti dei frutti chiamati ghicocche di sette colori diversi, che Franz ad Azalina è in grado di trasformare in altrettanti tipi di Poké Ball, con vari effetti. Altre sfere sono state introdotte nella terza, nella quarta e nella quinta generazione.

### Zone particolari
Alcune aree di gioco presentano dinamiche di cattura diverse o Pokémon particolari.
La Zona Safari (サファリゾーン?, Safari Zone) è una particolare area di gioco in cui è possibile catturare Pokémon rari. Questa zona è recintata e l'ingresso è possibile solo tramite pagamento, in seguito al quale si ottengono delle Poké Ball speciali, chiamate Safari Ball (サファリボール?, Safari Bōru). In quest'area il metodo di cattura è differente; infatti anziché utilizzare i propri Pokémon il giocatore dispone di sole quattro opzioni: lanciare una Safari Ball per tentare la cattura; lanciare un sasso al Pokémon, facilitando così la cattura ma aumentando il rischio che fugga; lanciare un'esca o una Pokémella, che ammansisce il Pokémon selvatico ma lo rende al contempo più difficile da catturare; o fuggire dalla lotta. All'interno della Zona Safari il giocatore dispone di un limitato numero di passi, percorsi i quali viene riportato all'ingresso. Ciò accade anche esaurendo le Safari Ball. Le Zone Safari sono presenti a Kanto (prima e terza generazione), Hoenn (terza e sesta generazione), Johto (quarta generazione) e Sinnoh (quarta generazione). Nel caso di Sinnoh il luogo prende il nome di Gran Palude (だいしつげん?, Dai Shitsuken).
Il Parco Amici (パルパーク?, Pal Park) è un'area presente a Sinnoh e Kanto nei giochi di quarta generazione tramite la quale è possibile trasferire Pokémon dai giochi di terza generazione ai giochi di quarta. Inserendo un gioco di terza generazione nell'apposito slot del Nindendo DS è possibile selezionare sei Pokémon e trasferirli nel Parco Amici. Una volta effettuato il trasferimento il giocatore dovrà recarsi all'interno del Parco Amici e catturare le creature tramite le sei Parco Ball (パークボール?, Park Ball) ricevute all'ingresso, le quali hanno un tasso di cattura infallibile. In base alle specie di Pokémon catturate e al tempo impiegato per farlo il giocatore riceve un punteggio corrispondente a un determinato premio. Il Parco Amici di Sinnoh può essere utilizzato una sola volta al giorno mentre quello di Kanto non ha limitazioni temporali.
Il Safari Amici (フレンドサファリ?, Friend Safari) è un'area di Kalos nella quale è possibile incontrare differenti specie di Pokémon suddivise per tipi. L'apparizione dei vari tipi di Pokémon è vincolata all'ottenimento di un "codice amico" da parte di un altro giocatore. Ogni codice amico è legato a uno e un solo tipo di Pokémon. In quest'area i Pokémon si affrontano e si catturano normalmente.

## Evoluzione

Schermate successive di gioco che mostrano l'evoluzione di Abra in Kadabra

Nel gameplay di Pokémon l'evoluzione (進化?, shinka) è un rapido cambio di forma di un Pokémon accompagnato da un aumento delle statistiche e da eventuali cambi di tipo. L'evoluzione può avvenire per diverse ragioni, le principali delle quali sono il raggiungimento di uno specifico livello, l'uso di una pietra evolutiva (進化の石?, shinka no ishi) e lo scambio con un altro giocatore. Altri metodi introdotti successivamente includono il livello di felicità di un Pokémon, l'ora del giorno all'interno del gioco, il genere, le condizioni meteorologiche, tenere un particolare strumento durante uno scambio, imparare una mossa specifica, l'area in cui avviene l'aumento di livello, o altre condizioni che variano a seconda del Pokémon.
I giocatori possono scegliere di interrompere l'evoluzione premendo il pulsante B mentre questa è in corso a meno che il processo non sia stato avviato di proposito usando una pietra evolutiva. In alternativa è possibile assegnare a un Pokémon lo strumento Pietrastante, che ne previene automaticamente l'evoluzione. Un Pokémon la cui evoluzione è stata interrotta tenterà di evolversi nuovamente al prossimo aumento di livello o quando le condizioni per l'evoluzione saranno nuovamente rispettate.
Il Pokémon Trading Card Game ha introdotto il concetto di stadi numerati per riferirsi ai diversi punti nella linea evolutiva di un Pokémon, questo è stato poi esteso dai fan anche al gergo dei videogiochi. Tutti i Pokémon possono essere collocati in uno dei quattro stadi evolutivi: Pokémon base; Pokémon di primo stadio, che evolvono dai Pokémon base; Pokémon di secondo stadio, che evolvono da Pokémon di primo stadio; e Baby Pokémon, che vengono ottenuti facendo accoppiare Pokémon di stadio più elevato e schiudendo le loro uova. Nessuna linea evolutiva include tutti e quattro gli stadi, sebbene esistano Baby Pokémon, Pokémon base e Pokémon di primo stadio che possono evolversi in due o più Pokémon di specie diverse, come ad esempio Tyrogue, che può diventare Hitmonlee, Hitmonchan o Hitmontop; o Gloom, che può evolvere in Vileplume o Bellossom. In generale, più avanti si trova un Pokémon nella sua linea evolutiva, migliori saranno le sue statistiche, mentre più in basso si trova, inferiore sarà il livello a cui imparerà le sue mosse.

### Felicità
La felicità (なつき度?, Natsuki-do) è un parametro che misura l'affinità tra l'allenatore e un suo Pokémon. Introdotto in Pokémon Giallo, questo concetto è stato sviluppato più ampiamente a partire da Pokémon Oro e Argento come modalità per far evolvere alcune specie di Pokémon. La felicità di una creatura influenza inoltre la potenza delle mosse Ritorno (おんがえし?, Ongaeshi) e Frustrazione (やつあたり?, Yatsuatari). Esistono vari modi per aumentare la felicità di un Pokémon, tra cui la cattura con Friend Ball o Chic Ball, l'uso di vitamine o alcuni tipi di bacche, toelette e massaggi, o il semplice schieramento in squadra e l'aumento di livello. Diminuiscono invece il parametro l'uso di alcune erbe amare o il finire KO in combattimento. Alcuni personaggi non giocanti forniscono attraverso suggerimenti indiretti un'indicazione sommaria sulla felicità di un Pokémon, mentre in Pokémon Diamante e Perla è presente una funzionalità nel PokéKron che permette di determinare visivamente la felicità di una creatura.

### Megaevoluzione
La megaevoluzione (メガシンカ?, mega shinka) è un tipo di evoluzione temporanea introdotta a partire da Pokémon X e Y che incrementa ulteriormente le statistiche di alcune specie di Pokémon e ne modifica in alcuni casi il tipo e l'abilità. In totale esistono 46 specie di Pokémon in grado di megaevolversi, a patto di avere assegnata la Megapietra (メガストーン?, Mega Sutōn) corrispondente e che il giocatore sia in possesso dello strumento Pietrachiave (キーストーン?, Kī Suton); il giocatore può quindi decidere di inizializzare la megaevoluzione, che rimane attiva fino al termine della lotta. Charizard e Mewtwo possiedono due forme differenti di megaevoluzione, peculiari rispettivamente di Pokémon X e Pokémon Y.
In Pokémon Omega Rubino e Alfa Zaffiro è comparso invece l'archeorisveglio (ゲンシカイキ?, primal regression), un potenziamento momentaneo simile alla megaevoluzione ma giustificato nella finzione del gioco come un ritorno alla forma primitiva di un Pokémon e limitato ai soli Groudon e Kyogre. A differenza della megaevoluzione, tuttavia, l'archeorisveglio viene attivato automaticamente quando il Pokémon entra in campo, se in possesso della gemma necessaria.

## Pokémon particolari

### Pokémon iniziali
| Videogiochi                                                           | Pokémon iniziali | Pokémon iniziali | Pokémon iniziali |
| --------------------------------------------------------------------- | ---------------- | ---------------- | ---------------- |
| Pokémon Verde, Rosso, Blu, Rosso Fuoco e Verde Foglia                 | Bulbasaur        | Charmander       | Squirtle         |
| Pokémon Giallo e Let's Go, Pikachu!                                   | Pikachu          | Pikachu          | Pikachu          |
| Pokémon Oro, Argento, Cristallo, HeartGold e SoulSilver               | Chikorita        | Cyndaquil        | Totodile         |
| Pokémon Rubino, Zaffiro, Smeraldo, Rubino Omega e Zaffiro Alpha       | Treecko          | Torchic          | Mudkip           |
| Pokémon Diamante, Perla, Platino, Diamante Lucente e Perla Splendente | Turtwig          | Chimchar         | Piplup           |
| Pokémon Nero, Bianco, Nero 2 e Bianco 2                               | Snivy            | Tepig            | Oshawott         |
| Pokémon X e Y                                                         | Chespin          | Fennekin         | Froakie          |
| Pokémon Sole, Luna, Ultrasole e Ultraluna                             | Rowlet           | Litten           | Popplio          |
| Pokémon Let's Go, Eevee!                                              | Eevee            | Eevee            | Eevee            |
| Pokémon Spada e Scudo                                                 | Grookey          | Scorbunny        | Sobble           |
| Leggende Pokémon: Arceus                                              | Rowlet           | Cyndaquil        | Oshawott         |
| Pokémon Scarlatto e Violetto                                          | Sprigatito       | Fuecoco          | Quaxly           |

Uno degli elementi ricorrenti dei videogiochi di Pokémon è la scelta di un Pokémon iniziale (はじめてのポケモン?, hajimete no Pokémon, oppure さいしょのポケモン saisho no Pokémon) che accompagnerà il giocatore nelle prime fasi del gioco da una rosa di tre creature. I tre Pokémon iniziali, diversi per ogni titolo della serie, sono sempre dei tre tipi Erba, Fuoco e Acqua, perché più facili da capire a detta di Junichi Masuda, e possiedono tre stadi evolutivi, acquisendo generalmente un tipo supplementare nel corso delle evoluzioni. Nella finzione videoludica rappresentano tre specie di Pokémon indigene della regione in cui si svolge il gioco, ma altrimenti introvabili allo stato selvatico e ottenibili solo tramite scambio. Dopo che il giocatore avrà scelto il proprio Pokémon compagno, il rivale selezionerà sempre il Pokémon avvantaggiato rispetto al tipo del giocatore (a eccezione dei titoli di Settima generazione Pokémon Sole, Luna, Ultrasole e Ultraluna, e di Ottava, Pokémon Spada e Scudo, dove i rivali sceglieranno il Pokémon di tipo svantaggiato mentre il campione quello di tipo avvantaggiato). In Pokémon Nero e Bianco e Pokémon X e Y, in cui sono presenti più rivali, entrambi i Pokémon iniziali rimanenti verranno scelti. In Leggende Pokémon: Arceus, pur mantenendo la struttura Erba-Fuoco-Acqua, i Pokémon iniziali sono importati da altre regioni (tre Pokémon iniziali da tre diversi precedenti giochi). Una volta conclusa la trama principale del gioco il giocatore riceverà entrambi i Pokémon non scelti. In questo gioco tutti e tre i Pokémon iniziali ricevono una evoluzione diversa rispetto alle loro precedenti apparizioni.
L'eccezione a questa struttura è rappresentata da Pokémon Giallo, che ricalca la serie anime, in cui il giocatore riceve un Pikachu, Pokémon di tipo Elettro che lo segue fuori dalla Poké Ball e rifiuterà di evolversi quando esposto a una Pietratuono. Il rivale ottiene invece il Pokémon di tipo Normale Eevee, che farà evolvere in Vaporeon, Jolteon o Flareon in base agli esiti delle prime lotte contro il giocatore. Nei remake di Pokémon Giallo, Let's Go, Pikachu! e Eevee! i Pokémon iniziali disponibili sono rispettivamente Pikachu ed Eevee, con il rivale che sceglierà il Pokémon compagno della versione opposta a quella scelta dal giocatore. In entrambi i casi la forma finale del Pokémon rivale sarà di tipo Elettro (Raichu o Jolteon). Similmente al gioco originale, il Pikachu o l'Eevee del giocatore lo seguirà fuori dalla Poké Ball e non potrà essere evoluto.

### Pokémon leggendari
I Pokémon leggendari (伝説のポケモン?, densetsu no Pokemon) sono un gruppo di creature molto rare la cui esistenza è spesso avvolta nel mito nella finzione narrativa dei videogiochi. Per rispecchiare ciò sono limitati a un singolo esemplare per gioco, sono incapaci di riprodursi tramite accoppiamento, e spesso sono potenti e difficili da ottenere. A partire da Pokémon Oro e Argento le copertine dei titoli della serie presentano una coppia di Pokémon leggendari, che giocano anche un ruolo importante per la trama dei videogiochi stessi.
Pokémon Sole e Luna hanno visto l'introduzione delle Ultracreature (ウルトラビースト?, Urutora Bīsuto), un gruppo di Pokémon con caratteristiche simili ai leggendari, catturabili con le UC Ball.

### Pokémon misteriosi
I Pokémon misteriosi (幻のポケモン?, maboroshi no Pokemon) sono una categoria di Pokémon con caratteristiche simili ai leggendari, che comprende creature non ottenibili normalmente all'interno dei giochi ma solo tramite un intervento esterno, come eventi promozionali organizzati da Nintendo o codici/glitch. Essi sono generalmente posti al termine del Pokédex e non risultano necessari al completamento dello stesso. Negli adattamenti occidentali i Pokémon misteriosi sono stati assimilati ai Pokémon leggendari fino alla quinta generazione, mentre in Giappone sono stati considerati fin da subito gruppi distinti. Il primo Pokémon misterioso a essere introdotto è stato Mew, inserito in Pokémon Rosso e Blu come un personaggio-scherzo da parte di un programmatore e la cui esistenza venne rivelata solo mesi dopo l'uscita dei giochi; da allora ogni nuova generazione ha introdotto almeno un Pokémon misterioso, per un totale di 23 con la nova generazione.

### Pokémon cromatici
I Pokémon cromatici (色違いポケモン?, irochigai Pokemon) sono creature di colore differente rispetto agli altri membri della loro specie, che mantengono anche in seguito all'evoluzione. Questa caratteristica è stata introdotta per la prima volta nei videogiochi Pokémon Oro e Argento per dimostrare le possibilità date dalla console Game Boy Color. Chiamati inizialmente dai fan Pokémon shiny (光るポケモン?, hikaru Pokemon), ovvero "brillanti", per via del luccichio che li accompagna al loro scendere in campo, questo nome è stato in seguito adottato dai redattori di alcune guide strategiche e inserito nei dialoghi dei videogiochi Pokémon Nero e Bianco. Il termine "cromatico" è stato utilizzato per la prima volta nel febbraio 2011 in occasione della distribuzione dei Pokémon leggendari Raikou, Entei e Suicune.
I Pokémon cromatici sono estremamente rari: nei videogiochi Pokémon X e Y e successivi, la possibilità di incontrarne un esemplare selvatico è 1 su 4096, mentre nei titoli precedenti questa era ridotta della metà. Le uniche eccezioni sono costituite dal Gyarados rosso in Oro e Argento, Cristallo e HeartGold e SoulSilver, il cui incontro è previsto dalla trama dei giochi, dall'Haxorus, Gible e Dratini cromatici ottenibili in Nero 2 e Bianco 2, e da un Ponyta in un evento di Leggende Pokémon: Arceus. Esistono diversi modi per incrementare le possibilità di ottenere Pokémon cromatici, tra cui l'accoppiamento tra un Pokémon cromatico e uno normale (solo in seconda generazione), il metodo Masuda (国際結婚?, Kokusai kekkon, lett. "matrimonio internazionale"), ovvero l'accoppiamento tra esemplari di Pokémon originari di due cartucce di lingua diversa (dalla quarta generazione in poi), o l'utilizzo dello strumento Cromamuleto (ひかるおまもり?, Hikaru o mamori).

## Connettività

### Scambi

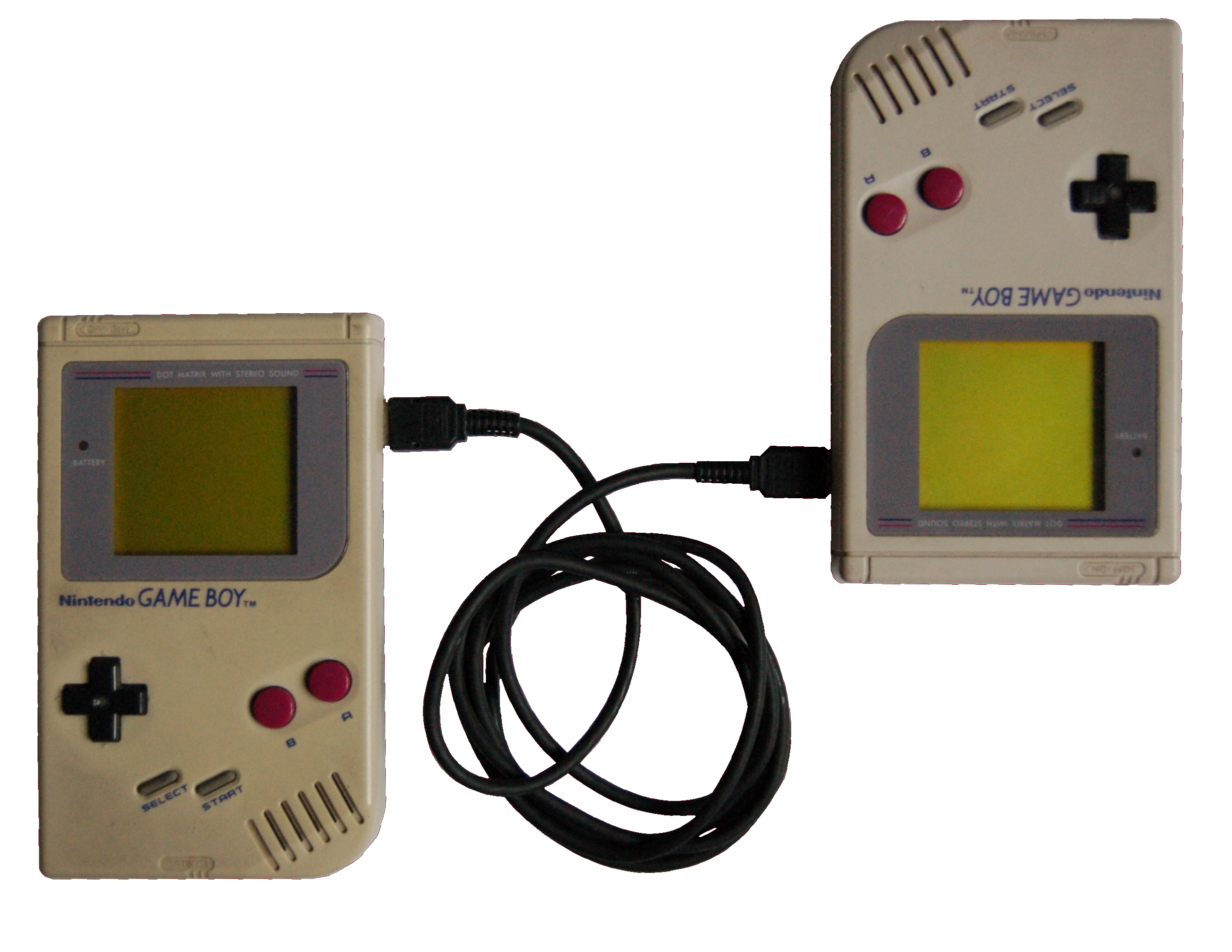
Lo scambio di Pokémon con il cavo Game Link tra due Game Boy è centrale nel gameplay dei giochi.

Gli scambi (交換?, kōkan) sono un aspetto fondamentale dei videogiochi Pokémon in quanto sono necessari per completare il Pokédex. Ogni capitolo della serie ha infatti dei Pokémon esclusivi, che non sono presenti nei titoli della stessa generazione. Ad esempio in Pokémon Rosso è possibile catturare Ekans e Arbok, ma entrambi sono assenti allo stato selvatico in Pokémon Blu e Pokémon Giallo. Altri Pokémon sono offerti solo come scelta tra due o più alternative, come i Pokémon iniziali o i fossili, necessitando quindi di scambi per ottenere gli altri. Alcune specie di Pokémon, infine, come Haunter e Machoke, si evolvono solo in seguito a uno scambio, o altre, come Onix e Scyther, solo durante uno scambio se tengono uno strumento particolare. Tramite scambi è possibile inoltre far pervenire strumenti o messaggi tenuti dai Pokémon a cartucce diverse. Pokémon ottenuti con lo scambio obbediscono solo a un allenatore in possesso delle necessarie medaglie, ma ricevono maggiori punti esperienza al termine delle lotte.
Fino alla terza generazione, gli scambi tra giochi avvenivano tramite cavo Game Link, inseribile in una porta presente sulla serie di console portatili Game Boy. Con il passaggio alla console Nintendo DS nella quarta generazione, gli scambi avvengono in locale in modalità wireless. Pokémon Diamante e Perla hanno inoltre introdotto la funzionalità denominata Global Trade Station (グローバルトレードシステム?, Gurōbaru Torēdo Shisutemu) (GTS), che permette di scambiare Pokémon con persone di tutto il mondo tramite Nintendo Wi-Fi Connection prima e Nintendo Network poi.

### Compatibilità
Mentre le lotte Pokémon tra 2 giocatori sono consentite solamente tra giochi della stessa generazione, nel corso del tempo sono stati messi a punto vari accorgimenti per garantire gli scambi anche tra giochi di diverse generazioni.
Tra le prime due generazioni è possibile scambiare Pokémon tramite la Tempocapsula (タイムカプセル?, Taimu Kapuseru) a patto che si tratti di Pokémon della prima generazione e che non conoscano mosse della seconda generazione. A causa di profonde differenze strutturali tra i giochi è invece impossibile trasferire creature dalle prime due generazioni alla terza. 
In Pokémon Diamante e Perla è stato introdotto il Parco Amici (パルパーク?, Paru Pāku), una struttura che permette di catturare Pokémon trasferiti da una cartuccia di terza generazione inserita nello slot Game Boy Advance del Nintendo DS. Il Pokétrasporto (ポケシフター?, Pokeshifutā) è una funzionalità simile, presente in Pokémon Nero e Bianco per ottenere creature della quarta generazione da un altro Nintendo DS.
Per i giochi della sesta generazione per Nintendo 3DS è stata annunciata nel 27 dicembre 2013, ma posticipata fino al 22 gennaio 2014 a causa di problemi legati al troppo afflusso, un servizio a pagamento di cloud storage che permette agli utenti di immagazzinare fino a 3000 Pokémon online chiamato Banca Pokémon (ポケモンバンク?, Pokemon Banku). Tramite un'applicazione chiamata Pokétrasferitore (ポケムーバー?, Poke Mūbā) i giocatori possono trasferire nella Banca Pokémon creature da Pokémon Nero e Bianco e Nero 2 e Bianco 2 e importarle infine in X e Y e Rubino Omega e Zaffiro Alpha. Con un aggiornamento effettuato il 24 gennaio 2016, anche Pokémon Sole e Luna sono stati resi compatibili con la Banca Pokémon, permettendo ai giocatori di trasferire tutti i Pokémon presenti nella banca nei titoli di settima generazione. Il Pokétrasferitore è stato inoltre aggiornato per permettere trasferimenti di Pokémon dalle versioni per Virtual Console di Rosso e Blu e Giallo a Sole e Luna. Per questioni di compatibilità, tuttavia, tutti i trasferimenti sono a senso unico e Pokémon della settima generazione o trasferiti in titoli di settima generazione non possono essere scambiati in giochi di generazioni precedenti. Il servizio della Banca Pokémon funziona anche per i sequel Pokémon UltraSole e UltraLuna e per le altre versioni di Virtual Console di Pokémon Oro, Argento e Cristal.
Sulla stessa linea della Banca Pokémon, il 12 febbraio 2020 è uscito Pokémon HOME, un servizio cloud che consente di inviare in modo unilaterale Pokémon dalla Banca Pokémon e da Pokémon Go ai giochi di ottava generazione per Switch Pokémon Spada e Scudo.

### Dono segreto
Dono segreto (不思議なおくりもの?, Fushigi na o kuri mo no) è una funzionalità che permette ai giocatori di ottenere strumenti addizionali. Nella seconda generazione, in cui è stato introdotto, il Dono segreto si effettua allineando le porte a infrarossi dei Game Boy Color di due giocatori e attivando l'opzione dal menu introduttivo. L'effetto è quello di ottenere ognuno uno strumento o una decorazione. Il Dono segreto può essere effettuato un numero indefinito di volte, ma solo una volta al giorno con ogni giocatore. Nei giochi di terza generazione, il Dono segreto in combinazione con un cavo Game Link, un adattatore wireless o un Nintendo e-Reader permette di ottenere oggetti speciali, come bacche rare o strumenti necessari alla cattura di Pokémon leggendari e misteriosi, in occasione di eventi Nintendo. A partire dalla quarta generazione e successive il Dono segreto si espande per permettere ai giocatori di ottenere strumenti o Pokémon rari in modalità wireless, tramite Nintendo Wi-Fi Connection, porte a infrarossi, o codici. Il sistema di trasferimento è monitorato da Wonder Card (ふしぎなカード?, Fushigi na Kādo), che corrispondono agli oggetti ottenuti e che possono essere utilizzati per trasferire copie degli strumenti ad altri giocatori. Il numero delle Wonder Card è limitato a 3 nella quarta generazione fino a 48 nella settima, costringendo i giocatori a eliminarne almeno una al raggiungimento del limite per continuare a utilizzare il Dono segreto. Indipendentemente dalla generazione, dopo il trasferimento degli strumenti o dei Pokémon, essi possono essere acquisiti nel gioco rivogendosi a un addetto in un qualsiasi Centro Pokemon ma, nella quarta generazione, i Pokémon evento si dovevano andare a ritirare nei Pokémon Market.

## Accoppiamento
L'accoppiamento tra Pokémon, a volte chiamato anche allevamento, è stato introdotto in Pokémon Oro e Argento. Esso avviene all'interno dei giochi in strutture denominate Pensione Pokémon (ポケモン 育て屋?, Pokemon Sodateya), in cui un anziano o una coppia di anziani accudiscono i Pokémon di un giocatore per un corrispettivo in denaro. Se vi vengono lasciati contemporaneamente due Pokémon compatibili, essi produrranno un uovo (タマゴ?, tamago), il quale, una volta raccolto, si schiuderà dopo essere stato tenuto per un certo numero di passi nella squadra del giocatore.
L'accoppiamento tra due Pokémon è possibile se sono di sesso opposto e se appartengono alla stessa specie o a specie diverse ma condividono almeno un gruppo uova (タマゴグループ?, tamago gurūpu). Quasi tutte le specie, inoltre, anche quelle esclusivamente maschili o asessuate, possono riprodursi con il Pokémon mutaforma Ditto. Il Pokémon risultante apparterrà generalmente allo stadio più basso della linea evolutiva della madre o a quella del genitore non Ditto e sarà al livello 5 nella seconda e terza e generazione o al livello 1 dalla quarta in poi. Le eccezioni sono rappresentate da Nidoran♀ e Nidoran♂ e Illumise e Volbeat, che accoppiandosi possono generare indistintamente la variante femminile o maschile. Alcune specie di Pokémon generano invece delle pre-evoluzioni chiamate Pokémon Baby (ベイビィポケモン?, Beibi Pokemon), in grado di evolversi ma non di accoppiarsi. I Pokémon appartenenti al gruppo uova sconosciuto — o non ancora scoperto come era chiamato prima della sesta generazione — ovvero la maggior parte dei Pokémon leggendari, Nidorina e Nidoqueen, Unown e tutti i Pokémon Baby, non sono in grado di riprodursi. Stranamente i Pokémon misteriosi Manaphy e Phione possono accoppiarsi con Ditto per generare un Phione, sebbene Phione non si evolva in Manaphy. La rapidità con cui due Pokémon producono un uovo dipende dal loro tasso di sincronia, a sua volta regolato da una serie di fattori.
Pokémon schiusi da uova possono ereditare IV e natura dai loro genitori, e anche mosse e abilità che non sarebbero in grado di apprendere altrimenti. Usando particolari strumenti è possibile incrementare le possibilità di ottenere le caratteristiche desiderate nel nascituro, procedimento che viene utilizzato nel gioco competitivo per ottenere Pokémon con statistiche migliori.

## Edifici lotta
In aggiunta alle palestre e alla Lega Pokémon, da un certo punto in avanti i videogiochi della serie Pokémon hanno iniziato a ospitare strutture di lotta addizionali, non necessarie al completamento della storia.

Rappresentazione artistica del Parco Lotta di Pokémon Platino

In Pokémon Cristallo fa il suo debutto la Torre Lotta (バトルタワー?, Batoru Tawā), un edificio in cui i giocatori devono affrontare una serie di allenatori in rapida successione e con creature a livello concordato, ricorrendo a un numero limitato di Pokémon. In caso di successo si ha diritto a dei premi che consistono in strumenti di valore. La Torre Lotta fa il suo ritorno con piccole modifiche in Rubino e Zaffiro, Diamante e Perla. In Pokémon Smeraldo, Platino e HeartGold e SoulSilver la Torre Lotta è parte di una struttura più ampia, denominata Parco Lotta (バトルフロンティア?, Batoru Furontia). Esso ospita, oltre a una Torre Lotta con regole simili alle versioni precedenti ma in cui sono permesse anche lotte in doppio e multiple, anche altri edifici, ognuno con il suo regolamento. È possibile ad esempio cimentarsi in lotte con Pokémon casuali presi in affitto o in scontri in cui le creature sceglieranno da sole le loro mosse. I premi consistono in Punti Lotta (PL), che è possibile scambiare per strumenti rari o MT. Ogni struttura del parco è capitanata da un Asso Lotta (フロンティアブレーン?, Furontia Burēn), che è possibile sfidare dopo un certo numero di vittorie e che conferisce, se sconfitto, un Simbolo (シンボル?, Shinboru) in Smeraldo o una Foto ricordo (きねんプリント?, Kinen Purinto) in Platino o HeartGold e SoulSilver.
Il Metrò Lotta (バトルサブウェイ?, Batoru Sabuwei) è esclusivo di Pokémon Nero e Bianco e Nero 2 e Bianco 2. In esso i giocatori possono salire su treni in cui affrontare sette sfide di fila in modalità singolo, doppio, multipla o wi-fi. Dopo un certo numero di vittorie si ottiene il diritto di sfidare uno o entrambi i Capometrò (サブウェイマスター?, Sabuwei Masutā). Ogni serie di successi conferisce un numero di PL che possono essere scambiati per strumenti rari o MT. Oltre al Metrò Lotta, in Nero 2 e Bianco 2 sono presenti altre due strutture di lotta. La prima, il Pokémon World Tournament (ポケモンワールドトーナメント?, Pokemon Wārudo Tōnamento), consiste in un torneo contro allenatori, capipalestra o Campioni di altre regioni, con lotte in singolo, in doppio, a rotazione o in triplo. La seconda è il Grattacielo Nero (黒の摩天楼?, Kuro no Matenrō) in Nero 2 e l'Antro dell'Albero Bianco (白の樹洞?, Shiro no Judō) in Bianco 2, due strutture in cui i giocatori devono affrontare una serie di allenatori senza poter utilizzare strumenti e affidandosi unicamente a medici e infermiere per curare la propria squadra. A ogni nuovo piano gli allenatori utilizzano Pokémon di livello più elevato ed è presente un boss finale che permette di accedere al piano superiore. Ultimata la sfida, i giocatori sono premiati con un Dratini o un Gible cromatico a seconda del titolo.
In Pokémon X e Y e Omega Rubino e Alfa Zaffiro è presente la Villa Lotta (バトルハウス?, Batoru Hausu), in cui i giocatori possono scegliere tra diverse tipologie di lotta e ottengono PL in caso di vittoria, scambiabili per strumenti rari o MT. Dopo una serie prestabilita di successi si ottiene il diritto di sfidare una delle quattro Dame della Lotta (バトルシャトレーヌ?, Batoru Shatorēnu). Solo in X e Y è disponibile inoltre il Castello Lotta (バトルシャトー?, Batoru Shatō), in cui il giocatore può aumentare il suo titolo nobiliare e sfidare avversari sempre più forti, tra cui capiplestra, Superquattro e il Campione Diantha. Una struttura simile alla Villa Pokémon, l'Albero della Lotta (バトルツリー?, Batoru Tsurī), compare in Pokémon Sole e Luna.

## Competizioni Pokémon
Oltre alle lotte esistono altre forme di competizioni tra Pokémon, introdotte nei diversi titoli della serie come minigiochi alternativi.
Le Gare Pokémon (ポケモンコンテスト?, Pokemon Kontesuto) sono dei concorsi in cui i Pokémon vengono valutati in base alle loro virtù. Sono state introdotte in Pokémon Rubino e Zaffiro e Smeraldo, e compaiono anche nei loro remake e in Diamante e Perla e Platino in una versione ampliata. I giocatori possono iscrivere i loro Pokémon in una tra cinque diverse categorie: Classe, Bellezza, Grazia, Acume o Grinta, e a competizioni di quattro difficoltà crescenti: da quello Normale fino al livello Master. Nel corso di più round, due nella terza generazione e quattro nella quarta, i Pokémon iscritti alla gara si esibiscono in una serie di prove in cui viene valutata la loro abilità nella categoria corrispondente, il loro ritmo e il loro impatto sui giudici tramite mosse. Al termine delle prove il Pokémon con il punteggio più alto viene premiato con un fiocco. È possibile migliorare le caratteristiche di un Pokémon in una determinata categoria offrendo loro Pokémelle (ポロック?, Porokku) nella terza generazione e Poffin (ポフィン?, Pofin) nella quarta, dei dolci prodotti a partire da bacche che migliorano il rendimento in una o più categorie.
Pokémon HeartGold e SoulSilver presentano un tipo di competizione chiamata Pokéathlon (ポケスロン?, Pokesuron) in cui i Pokémon si sfidano in gare di atletica e in minigiochi. Il rendimento di una creatura dipende da una serie di statistiche uniche del Pokéathlon, che sono Velocità, Forza, Abilità, Resistenza e Agilità, e che possono essere aumentate tramite ghicosucchi (ボンドリンク?, Bon Dorinku) ricavati da ghicocche.
Il Pokémon Musical (ポケモンミュージカル?, Pokemon Myūjikaru) è una competizione che fa il suo debutto in Pokémon Nero e Bianco e riappare poi in Nero 2 e Bianco 2. In essa i Pokémon si misurano in gare di ballo in cui hanno la possibilità di impressionare il pubblico sfoggiando gadget (グッズ?, guzzu). Se gli spettatori apprezzano la performance offriranno al giocatore premi in forma di gadget. Sempre in Nero 2 e Bianco 2 viene introdotto il Pokéwood (ポケウッド?, Pokeuddo), una sorta di studio cinematografico in cui il giocatore può partecipare alle riprese di un film insieme a un suo Pokémon. Le riprese si svolgono come una lotta Pokémon contro un avversario in chroma key, con il giocatore che deve scegliere l'opzione più appropriata in base alla sceneggiatura e agli obiettivi indicati. A seconda dell'accoglienza ricevuta si possono ottenere strumenti dagli spettatori e sbloccare altri film a cui partecipare.